# ژوزلین وانا
 ژوزلین وانا (انگلیسی: Josselin Ouanna؛ زادهٔ ۱۴ آوریل ۱۹۸۶) یک تنیس‌باز اهل فرانسه است.